# Pubilla (folklore)

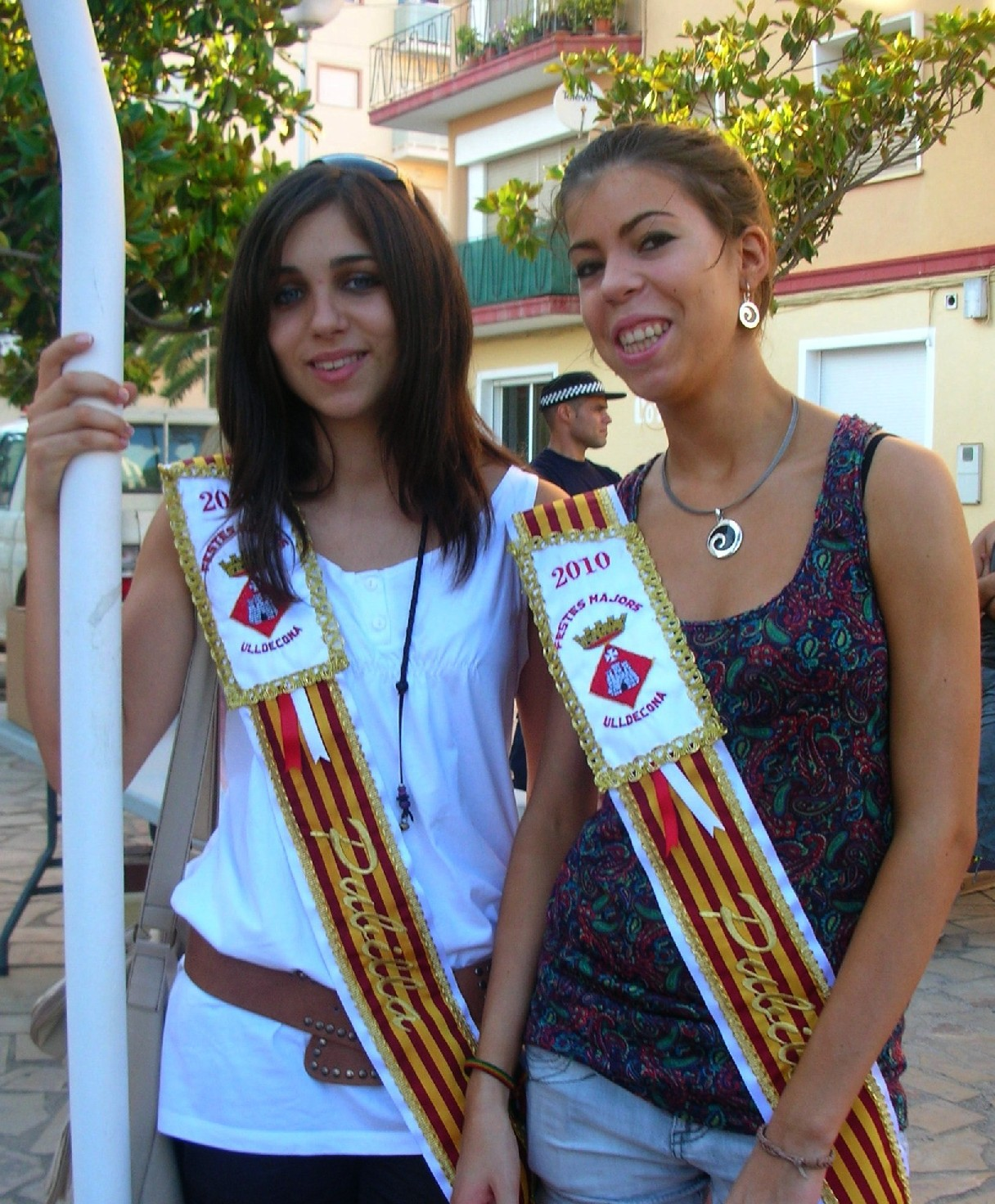
Pubilles a Ulldecona 2004.

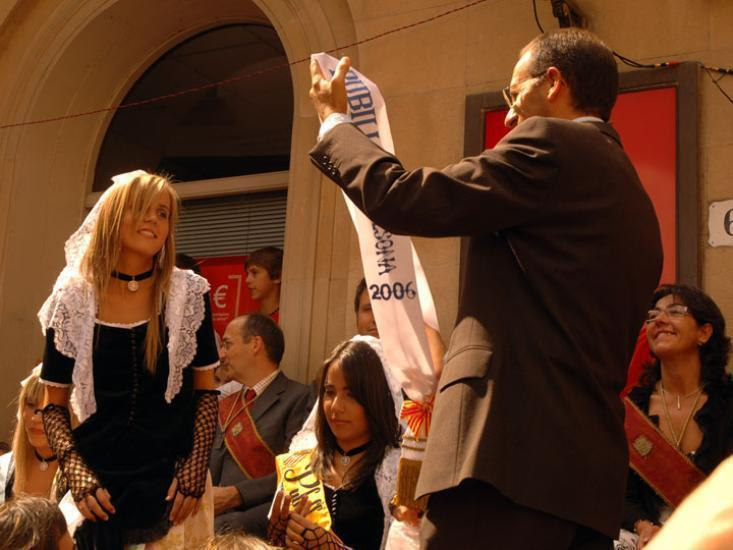
Proclamació de la Pubilla de Solsona 2004

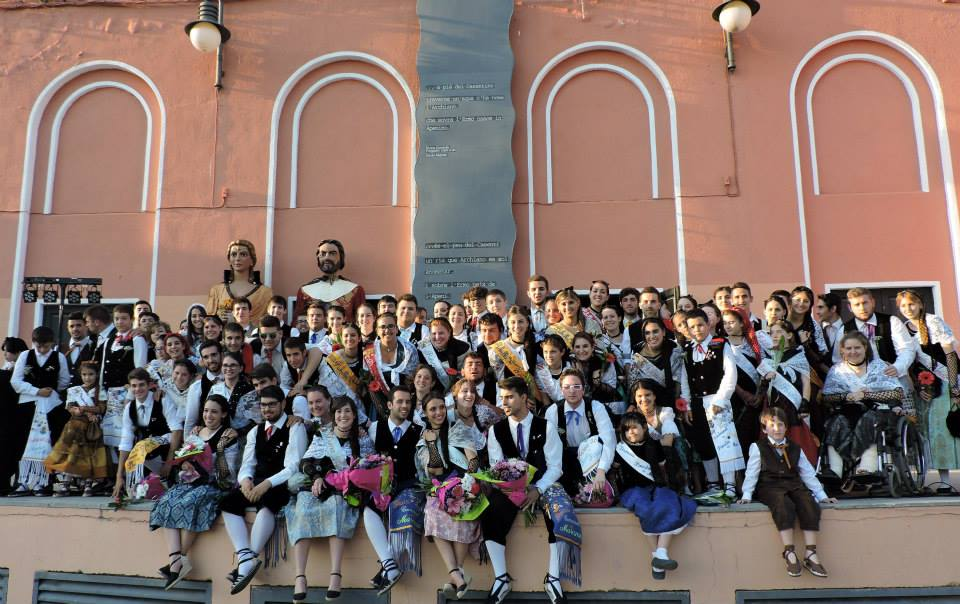
Representants del pubillatge

El Pubillatge, o la Pubilla i l'Hereu, és una tradició folklòrica que es practica des de mitjans del segle xx en molts municipis de Catalunya i que consisteix en nomenar durant un any un/a o més joves representants de la vila a nivell cultural i tradicional. Normalment aquesta proclamació és duu a terme en el marc de les festes majors. La tradició s'inspira en la figura de la Pubilla del dret civil català que es va viure als segles xviii i xix.

## Història

### Segle XX

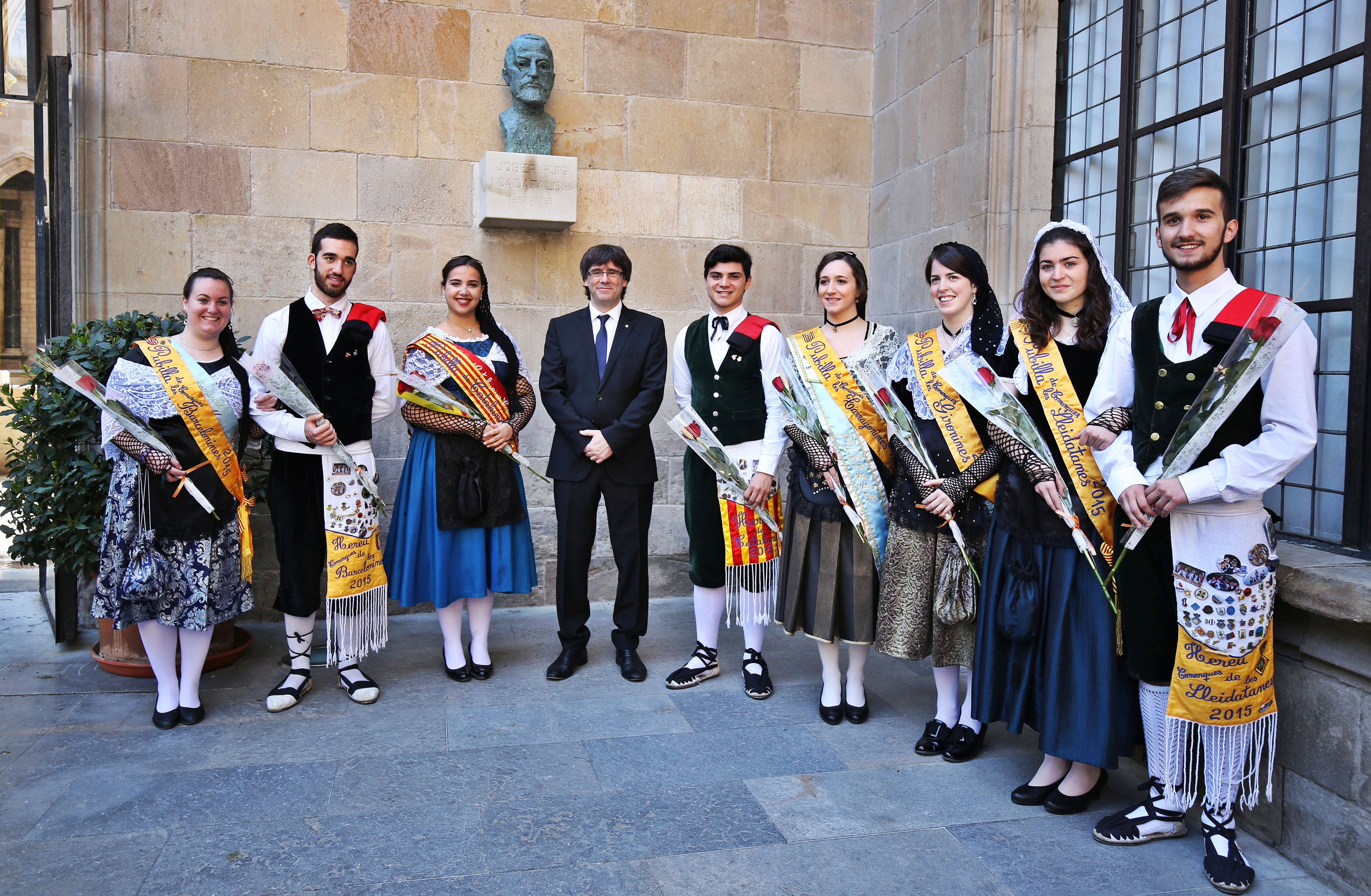
Durant la Diada de Sant Jordi 2015, el president Carles Puigdemont va rebre la Pubilla i l'Hereu de Catalunya 2015, acompanyats de les Pubilles i els Hereus de les quatre demarcacions catalanes.

A partir de la meitat del segle xx, per destacar aquesta originalitat, va començar a celebrar-se el Certamen Pubilla de Catalunya, que en els seus inicis estava molt marcat per la moralitat vigent, imposada pel franquisme, i que es basava en la valoració d'aspectes com la bellesa física i les virtuts morals, com la dedicació a la llar i a la família, de la candidata. El pubillatge vol ser una aposta per la tradició que té com a objectiu la representació dels joves al seu municipi en un context essencialment festiu i sense que hagin d'acudir al vessant polític. Així, les candidates a pubilles han de superar proves basades en el coneixement de la cultura i la història catalanes i l'actualitat, i el «do de paraula».
A moltes fires d'estiu, com a Ripoll, Sitges, L'Escala, Calella o Llançà és habitual organitzar un concurs per elegir la pubilla local com a part de les festes. Aquesta pot ser una bona ocasió per a les noies de vestir-se amb la indumentària tradicional. L'any 2000, davant la presència d'uns tres-cents assistents, a l'elecció de pubilla van aparèixer pancartes en què es demanava la figura de l'Hereu. La petició va provocar desavinences en la junta directiva del Foment de les Tradicions Catalanes, però finalment es va acceptar. Des de llavors un miler de joves ja han obtingut el títol d'hereu, que es planteja com un concurs similar al qual es presenten els nois. En altres festes, com les de Molins de Rei o les de Manresa hi ha gegants a la processó representant una pubilla i un hereu.
El Foment de les Tradicions Catalanes és una entitat amb personalitat jurídica pròpia que va començar la seva activitat el 19 de novembre de 1979 i estableix el reglament i protocol del pubillatge. El seu propòsit és ajudar i preservar la història i els costums de Catalunya. Té una junta directiva que es renova cada tres anys per votació popular i la seva font de finançament és mitjançant l'aportació econòmica dels socis que en formen part. En el cas del pubillatge, “Foment” té la tasca de proclamar pubilles i hereus arreu del territori català, col·laborant tanmateix amb el poble i actes tradicionals. També són els encarregats de posar unes bases en comú de com el poble ha d'escollir cada representant (és el cas de l'examen i l'entrevista que s'ha parlat anteriorment). Tot i això, no tots els pobles que tenen pubillatge formen part de Foment. Actualment, un total de 69 pobles en formen part. El Foment de les Tradicions Catalanes també són els encarregats d'escollir els representants a nivell nacionals. Cada any s'escullen uns representants i per ser escollit només has de ser hereu o pubilla local i presentar-te a l'examen. Aquest any l'hereu de Catalunya 2015 és en Josep Van Gorkom Fernandez (que va ser l'hereu de Sitges 2014). En Josep descriu el seu nou càrrec com “un canvi de perspectiva i de respecte davant els actes i dels pobles als que ha estat convidat”.

### Segle XXI
Avui en dia el pubillatge continua ben viu a Catalunya, però no té res a veure amb el que era abans. Són joves d'entre 16 i 23 anys, solters i vestits amb la roba tradicional catalana, amb l'objectiu de representar el seu poble i la seva cultura per totes les terres catalanes, a més de descobrir nous racons i costums durant l'any que dura la seva vigència amb aquest títol. Els candidats i les candidates han de superar proves basades en el coneixement de la cultura, la història, l'actualitat, i el do de paraula.
Existeixen diferents títols, com per exemple: el Fadrí, la Dama, la Pubilleta, l'Hereuet, la Dameta i el Fadrinet, aquests quatre últims formen part del Pubillatge infantil, una nova forma d'incentivar aquesta tradició i motivar els més petits a quan tinguin l'edat a `presentar-se. A més, també poden arribar a haver-hi segons fadrins i dames. També existeixen títols comarcals: Maresme, La Selva, l'Alt Empordà, el Segrià, la Terra Alta; d'àmbit intercomarcal: Catalunya Central; i Camp de Tarragona i títols nacionals: Comarques Barcelonines, Comarques Gironines, Comarques Tarragonines, Comarques Lleidatanes i l'Hereu i la Pubilla de Catalunya.
Cada poble escull els seus representats de manera diferent, però tots tenen uns punts en comú. Hi ha uns elements bàsics que solen ser un examen escrit de cultura general i una entrevista. Un cop avaluat el candidat, es realitza una votació popular en la qual el poble escull qui vol que sigui el seu representant. Pocs dies després es du a terme un acte de proclamació, en el qual es conviden membres del pubillatge de tota Catalunya i Andorra, també, pot assistir tota la gent del poble que ho desitja. Normalment són actes oberts al públic. Els nous representants també assistiran als actes de proclamació d'altres pobles de Catalunya i sempre vestits amb “l'uniforme” del pubillatge: el vestit tradicional català i, sobretot, amb la faixa o banda que diuen d'on són i els distingeix de les altres persones.

## Indumentària

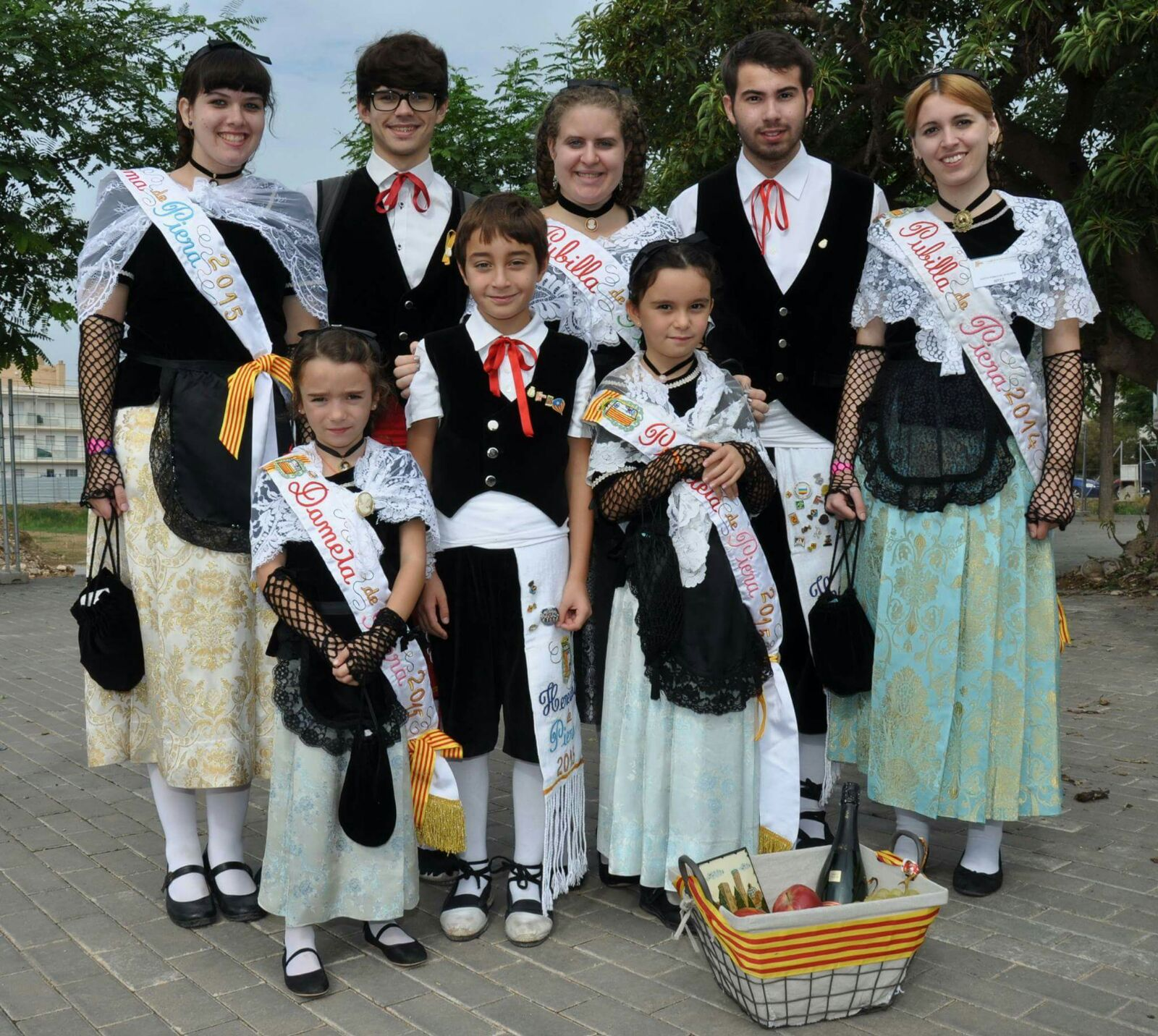
Representants del pubillatge de Piera 2014-2015 amb el vestit tradicional.

El vestit tradicional de catalana sol ser-ho de pagesa, mentre que el de pubilla representa les dues cares de la situació social catalana de l'època: la riquesa i la pobresa. Per una banda, el cos és de vellut negre, un teixit car, representatiu de la classe burgesa, que contrasta amb la camisa de pagesa i el cosset del vestit tradicional. La faldilla de la pubilla és un brocat sota el qual s'amaguen els enagos. A més, la pubilla acompanya aquest vestuari amb un davantal negre, símbol de la dona treballadora. Duu mitges blanques, millor si són de blonda, i sabates de taló o espardenyes de set vetes depenent del poble.Cobrint les espatlles, una mantellina de punta, blanca, que simbolitza la bona posició de la pubilla al poble. El vestuari es completa amb la gandalla i les mitenes, dos elements comuns en el vestit tradicional de catalana i en el de pubilla.
El vestuari considerat tradicional català és una recreació de la roba de vestir de mitjans del segle xviii a Catalunya. Si bé el vestit femení típic més habitual és el de pagesa, el de les pubilles representa les dues cares de la situació social catalana de l'època: la riquesa i la pobresa. Les dones amb les amples faldilles de brocat o domàs, gipó de seda o vellut o del mateix gènere de les faldilles, la gandalla o la mantellina al cap, les mitenes, els davantals i les sabates de sivella de taló mitjà, o les espardenyes, harmonitzen amb els vestits dels homes. El gec i calces curtes, armilla, faixa, espardenyes i barretina tenen un segell propi que els diferencia de tots els altres vestits usats a la Península i Balears. En l'àmbit de Catalunya hi ha variants locals del vestuari adaptades majoritàriament al clima, la forma de ser, el camp o la ciutat.

### Vestit de La Pubilla
- La Gandalla o Ret és una bossa de malla col·locada al cap per a recollir el cabell. Està confeccionada a manera de xarxa amb fil de seda i ornaments. El ret recull els cabells i cobreix d'una manera flonja la meitat posterior del cap, sol coronar-se amb un llacet del mateix color a sobre del cap i acaba amb una borla al final. Una gran fantasia era estar acabat i adornat en cinta atavellada; o sigui, en plecs amb ruixes (així com puntes de coixí i randes de fil ros). Es confeccionava de punt de mitja, o de puntes de coixí, de colors vermell, blau-gris i negre. Es prou sabut que el ret era usat tant pels homes com per les dones. Era general que acabés amb una cinta de vellut o de seda i que es lligués damunt del cap amb una escaient llaçada. La ret femenina canviava el nom per gandalla quan es confeccionava més curta que la mida considerada normal.

- La Mantellina és blanca o negra, de puntes o bé combinada de tafetà i tul amb brodats i puntes i de forma triangular. El seu origen és moresc i servia per cobrir part del cap i el rostre, essent una de les particularitats estimades i preferides des del segle xv. El comerç dels mariners catalans amb les Antilles va fer pujar summament tal indústria fins al segle xix per la fama i el prestigi reconeguts i, per extensió, per la puntaire, que també va representar el model de la dona catalana. Les velles mantellines lluïen una graciosa borla que muntava damunt del front, essent aquest detall distinció de les noies joves. El gambuix de caixmir negre va ser conservat a les Illes Balears com a motiu funerari i va perdre la seva utilitat, utilitzant-se a les hores i, sobretot, en els duels d'honor. En aquestes ocasions, es cobria completament el rostre amb una mantellina de grans dimensions. Aquest tocat fúnebre no es treia ni tan sols per menjar. Es portava sense peineta i estava caiguda damunt del cap, sobre l'espatlla, arribant fins i tot més avall de la cintura. Avui en dia, algunes comarques de l'interior de Catalunya encara conserven l'ús tradicional i la porten per damunt del cap, a la resta de comarques es duu col·locada sobre les espatlles amb una punta en mig de l'esquena i les altres dues fent una llaçada al pit.

- El Gipó és un cos de vestir, de seda o vellut de colors vermell o negre, cenyit fins a la cintura i amb mànigues llargues o curtes cordades amb botons al braç depenent de les condicions climàtiques del poble. Aquesta peça femenina era motiu de lluïment i fantasia al confeccionar-se. Curiosament, variava segons la condició social de la dona que la feia servir. Així, entre la gent humil i menestral, les mànigues acostumaven a ser cenyides; en canvi, les classes acomodades assenyalaven la seva presència amb gipons d'amples mànigues arrugades, molt cenyides de cos, fins i tot a extrems exagerats. De vegades, el gipó es presentava escotat amb mànigues curtes, que deixaven veure les puntetes de la camisa, sobretot en les dones joves.

- Les Mitenes són uns guants en forma de xarxa de seda o altres materials, de colors rosa-gris, gris-blau o negre. Cobreixen l'avantbraç des del gipó fins a la mà o fins arran del començament del dit gros, subjectades prop del colze per una cinta de vellut, per tal d'estrènyer-la al braç o avantbraç. S'usaven per a resguardar-se del fred però sense impedir-ne el tacte.

- El Davantal servia per a protegir la part davantera de la faldilla. Podia ser peça de treball o confeccionada en tela de tul i enriquida amb brodats. De color negre, simbolitza la dona treballadora.

- Les Faldilles, assenyalades en plural pel costum establert d'utilitzar-ne diverses -fins a onze–, canviant-se cada dia “la de sota” durant el temps de la recol·lecció agrícola. Les faldilles també podien dir-se enagos, "ubalta" o "refajos", segons el lloc i moment apropiats. Les amples faldilles poden estar folrades i adornades al gust amb serrells, brocats puntes, etc… o confeccionades en forma de calçó. Solen ser amples, de brocat, domàs o seda llisa i és una de les peces més cares del vestit.

- Els "Pololos" són uns pantalons bombatxos de camals amples emprats com a peça de roba interior femenina, igual que les enagües i dels mateixos materials. Tenen un forat o tall a la part interior de la cuixa que va des de la part superior d'aquesta fins a una mica més amunt del genoll. Això es perquè les dones que els usaven no s'haguessin de treure la roba a l'hora d'anar al bany i facilitar la tasca. Solen estar decorats amb encaix i un llaç a la part final de cada camal.

### Vestuari de l'Hereu
- L'armilla, tradicionalment de vellut negre, del mateix color que els pantalons, pot portar variacions a l'esquena com teles de setí, bordats, borles o estampats.
- Els calçons, o pantalons, una mica amples i curts fins a sota genoll, tradicionalment de vellut negre, però que en els darrers anys s'ha obert a més colors.
- La barretina tradicional vermella i negra. No es duu cofada al cap, sinó recollida sobre l'espatlla esquerra.
- El llaç, una cinta molt fina de setí o vellut, cordada sota el coll de la camisa i acabada amb una gran llaçada que penja com una corbata.
- La camisa, de màniga llarga i blanca, totalment cordada.
- Mitjons llargs o mitges, de color blanc, grisenc clar o blavós.
- Les espardenyes, de set vetes i espart, tradicionalment negres.

### Banda i faixa

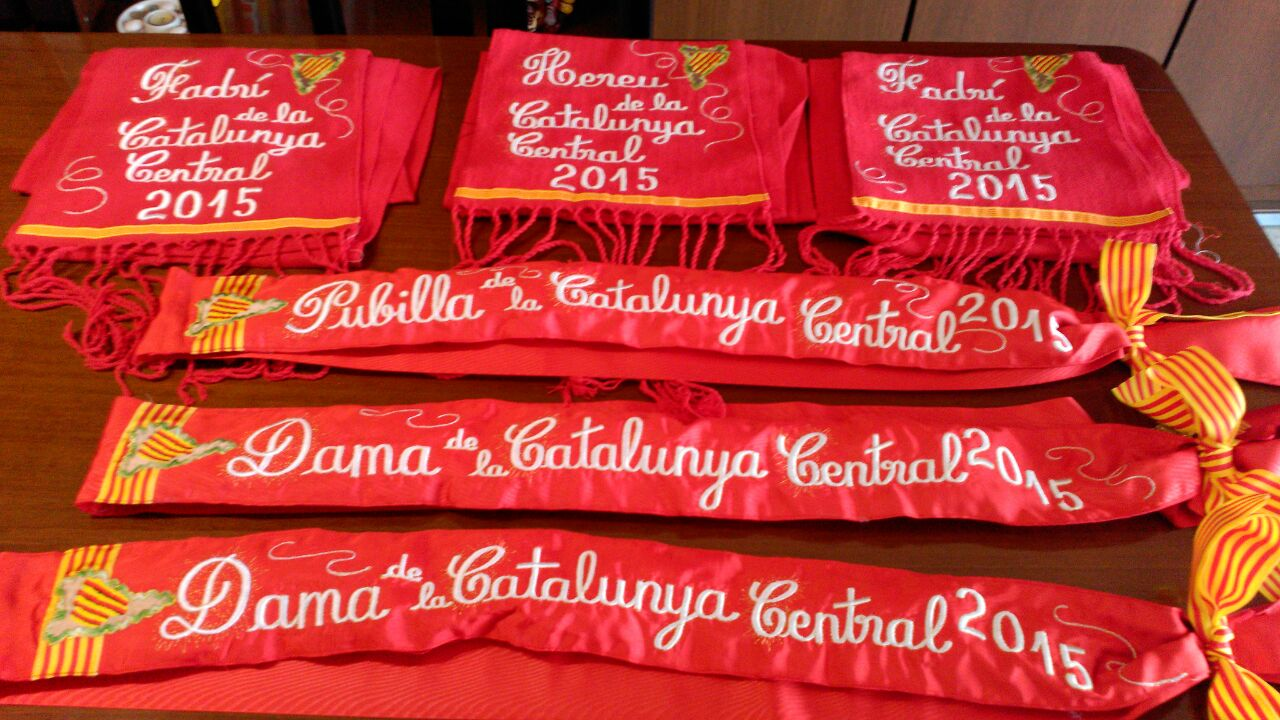
Faixes i bandes dels representants de la Catalunya Central 2015

Peces importants del vestit tradicional de pubilla i hereu són la banda i la faixa. En el cas dels hereus i les pubilles, la banda porta, escrit, imprès, dibuixat o brodat, el nom de l'entitat, barri, poble o comarca a la que representen i els identifica amb els títols que tinguin atorgat. A Sitges no se segueix la jerarquia normativa de colors ni de títols emanada del Foment de les Tradicions Catalanes: a la resta de Catalunya, en proclamar-se l'hereu i la pubilla del poble/comarca, només l'escollida es queda amb el títol de Pubilla i la resta descendeixen a Dames, les quals, depenent de la nota de l'examen poden ser primera Dama, segona Dama, tercera Dama...; el mateix que passa amb els Hereus. En canvi, a Sitges, tot i que es proclami la Pubilla i l'Hereu de la vila, la resta de candidats conserven el títol de pubilla o hereu de l'entitat que representen. També les bandes d'aquestes entitats no compleixen els requisits oficials del Foment, ja que les bandes de les pubilles sitgetanes duen la senyera amb el títol i el nom de l'entitat que representen quan, normativament, l'única banda que podria portar la senyera és la de la Pubilla de Catalunya; amb els hereus en canvi, es presenta un altre discrepància com seria l'ús de faixes de diversos colors. Tot i així, tant la Pubilla com l'Hereu de Sitges duen la banda i la faixa blanques com estipula el reglament del Foment.

## Normativa i protocol[calcitació]
Es prega durant totes les sortides i actes que realitzin les Pubilles i els Hereus el més exquisit bon comportament, bona educació i saber estar possible. Mai s'ha d'oblidar que les bandes i les faixes acrediten al/la jove com una Pubilla i un Hereu d'una entitat concreta i se l'està representant, i també s'està representant el nom de Foment de Sitges i la pròpia imatge de la figura de la Pubilla i l'Hereu.
Per aquest fet, és molt important assistir a les sortides i actes programats. Les Pubilles i els Hereus de cada any tenen una tasca molt destacada: recolzar i fomentar tots els actes on hi participin i hi puguin assistir, així com poder afegir-ne de nous si és possible. El Pubillatge està format per totes les persones que en algun moment de la seva vida n'hi ha format part i tots/es han de col·laborar a que continuï avançant.
Un dels actes que es repetirà més dins del calendari de Pubillatge és l'assistència a les misses. Durant les cerimònies, es prega que els telèfons mòbil romanguin en silenci, vibració o apagats, per evitar incidents desafortunats.
Des de Foment de Sitges, no s'obliga a cap Pubilla i Hereu a comulgar. S'entén que es tracta d'una decisió purament personal i es respecta tota mena de creença religiosa.
En el cas en què el Pubillatge vulgui organitzar un acte informal i personal, com són dinars i sopars extraoficials, s'ha d'anar molt en compte amb les bandes i les faixes, doncs es fa referència a tot allò exposat al primer paràgraf d'aquest epígraf. En cas que una Pubilla o un Hereu porti la banda o a faixa i es trobi afectat per l'alcohol, seria convenient que se la retirés.

### Reglament del Pubillatge
Eleccions de pubilles i hereus.
Requisits:
1. El Foment de les Tradicions Catalanes, recomana que les noies i nois aspirants a pubilles i hereus, ja siguin locals o comarcals, tinguin entre 16 i 21 anys. En tot cas, en l'elecció de la Pubilla i l'Hereu de Catalunya s'exigirà entre 16 i màxim 23 anys complerts d'edat.
2. Cal que siguin solters/es en qualsevol tipus d'elecció.

Pubilles i hereus universitaris:
1. Són aquells que una universitat elegeix perquè siguin els seus representants, però no podran participar en cap elecció comarcal, ni nacional.
2. Podran participar en les cercaviles de les proclamacions locals, comarcals i inter-comarcals, si els Ajuntaments i/o organitzadors així ho preveuen.

Pubilles i hereus locals:
1. Són aquells que una població elegeix perquè siguin els seus representants i puguin participar en l'elecció comarcal i nacional.
2. Si l'ajuntament o entitat organitzadora ho creu convenient podran elegir també: dames, fadrins, pubilletes, hereuets, damisel·les i fadrinets.
3. En el cas d'elegir representants infantils, el Foment aconsella que no tinguin més de 10 anys.
4. Els representants locals (Pubilla, Dames, Hereu, Fadrins, Pubilletes, Dametes,Hereuets i Fadrinets) lluiran les bandes i faixes de color blanc amb l'escut de la població.

Pubilles i hereus comarcals:
1. Són aquells que una comarca elegeix perquè siguin els seus representants.
2. Si els organitzadors (pobles participants o Consell Comarcal) ho creuen convenient podran elegir també: dames i fadrins.
3. Els representants comarcals (Pubilles, Dames, Hereu i Fadrins) lluiran les bandes i faixes o faixins de color blau, amb l'escut de la comarca.
4. En casos excepcionals i prèvia autorització del Foment de les Tradicions Catalanes, es podran celebrar certàmens Inter-comarcals, lluiran les bandes i faixes de color vermell.

Pubilles i hereus de títol nacional:
1. Són aquells que representen totes les pubilles i hereus dels pobles i comarques de Catalunya i seran escollides per un jurat designat pel Foment de les Tradicions Catalanes.
2. L'elecció de les pubilles i hereus de títol nacional és organitzada pel Foment de les Tradicions Catalanes, amb la col·laboració d'aquella població que s'hagi ofert a acollir l'elecció, i de les institucions catalanes (polítiques i econòmiques).
3. Hi podran participar totes les pubilles i hereus amb títol vigent o amb títol corresponent a un altre any, sempre que no hagin participat en una edició anterior i compleixin els requisits expressats al començament.
4. D'entre tots els participants s'atorgaran els següents títols:
  - Pubilla de Catalunya
  - Hereu de Catalunya.
  - Pubilla de les Comarques Barcelonines
  - Hereu de les Comarques Barcelonines.
  - Pubilla de les Comarques Gironines.
  - Hereu de les Comarques Gironines.
  - Pubilla de les Comarques Lleidatanes.
  - Hereu de les Comarques Lleidatanes.
  - Pubilla de les Comarques Tarragonines.
  - Hereu de les Comarques Tarragonines.
5. Les pubilles i els hereus territorials, seran nomenats en l'ordre que estableixi el Jurat per tal de representar a la Pubilla de Catalunya o substituir-la en cas necessari.
6. Les pubilles i hereu de títols nacionals, lluiran les bandes i faixes següents:
  - Pubilla de Catalunya: banda amb la bandera catalana i l'escut de Catalunya.
  - Hereu de Catalunya: faixa blanca i a mig camal la senyera i l'escut de Catalunya.
  - Pubilles i Hereus Territorials: banda o faixa de color blanc i a mitg camal color or vell i l'escut de la capital de la circumscripció a la que representi.

Altres consideracions
1. Els títols atorgats, ja siguin locals, comarcals, territorials o de Catalunya són de caràcter anual o fins a la propera elecció, llevat que hagin passat més de dos anys des de la darrera elecció.
2. El Foment de les Tradicions Catalanes aconsella que, les pubilles i hereus participants en l'elecció de la Pubilla i l'Hereu de Catalunya hagin participat abans en les eleccions intercomarcals i/o comarcals.
3. En l'elecció de la Pubilla i Hereu de Catalunya, el Foment de les Tradicions Catalanes, només acceptarà com a candidats a les pubilles i hereus intercomarcals, comarcals i locals.
4. El Foment de les Tradicions Catalanes demana a les pubilles i hereus que assoleixin títols superiors al local, que només portin la banda acreditativa del darrer títol assolit.
5. En els actes institucionals i de representació del Foment, la Pubilla i l'Hereu de Catalunya, les Pubilles i els Hereus Territorials, només lluiran la banda o faixa acreditativa d'aquest títol.
6. Per faltes greus el Foment de les Tradicions Catalanes, pot destituir-los del Títol.[9]

### Protocol d'entrades i actes
Definició
El protocol d'entrades es defineix com a guió a seguir en la presentació del pubillatge en els diferents actes Locals, Comarcals. Intercomarcals, i Nacionals.
Objectius
- Clarificar quin es l'ordre d'entrada
- Clarificar com i amb qui s'ha de fer l'entrada
- Clarificar la situació durant l'acte, del Pubillatge, Autoritats i Delegats
- Convertir el protocol en una eina útil i entenedora

Tasques que s'han de portar a terme
- Primer faran entrada els títols universitaris i locals i posteriorment Comarcals, Intercomarcals i Nacionals, en darrer lloc els que s'acomiaden.
- Pel que fa als títols Nacionals, la Pubilla i l'Hereu de Catalunya sempre entraran en darrer lloc.
- El Pubillatge Local sempre farà entrada als actes amb una autoritat, Delegat o Tècnic del seu municipi, en cas de no haver-hi entraran sols.
- El Pubillatge de títol Comarcal, Intercomarcal i Nacional, només poden ser acompanyats per autoritats del Municipi amfitrió o membres de la Junta del Foment de les Tradicions Catalanes.
- L'Hereu i la Pubilla de Catalunya només poden entrar amb una autoritat del Municipi amfitrió i o el President/a o Vicepresident/a del Foment de les Tradicions Catalanes.
- Els membres de la Junta del Foment de les Tradicions Catalanes no poden entrar a cap membre del Pubillatge Local, del qual no siguin Delegats.
- A l'entrada als recintes on se celebrin els actes oficials, la Pubilla anirà a la dreta de l'Hereu.
- A l'hora de seure les Pubilles i els Hereus seuran al cantó dret de la sala mirant l'escenari. La resta de convidats així com l'Alcalde i regidors del poble amfitrió, seuran a l'esquerra de la sala mirant l'escenari.
- Els regidors i acompanyants no tindran l'obligació d'aixecar-se a l'entrada de les Pubilles de títol comarcal, Intercomarcal o Nacional. En canvi les Pubilles i Hereus participants si que s'aixecaran a l'entrada dels seus representants Comarcals, Intercomarcals i Nacionals.
- Durant l'acte oficial, el Pubillatge no podrà: portar ulleres de sol, ni fumar, beure, menjar, fer ús del mòbil, no es poden treure el vestit o part dels seus complements, ni aixecar-se i marxar de l'acte sense prèvia justificació.
- En qualsevol cas l'organització de cada acte decidirà modificar o variar segons el seu propi protocol.

## Funcionament[calcitació]
Existeix una jerarquia entre els diferents títols representants que es divideix en adults i infantils, i dins d'aquests trobem, en adults i per ordre d'importància, la figura de la Pubilla i l'Hereu, Dama (anomenada també Dama d'Honor o Damíssel·la) i Fadrí (anomenat també Cavaller), i en infantils la figura de la Pubilleta i l'Hereuet, la Dameta i el Fadrinet. El Foment de les Tradicions Catalanes permet que el segon nivell (dames i fadrins) pugui ser elegit al primer nivell (pubilles i hereus) si es presenta l'oportunitat. També veiem diferents nivells d'importància segons la categoria del títol, ja que pot ser a nivell local, comarcal e intercomarcal, o nacional.

### Requisits bàsics
Podem dividir el tipus de requisits en els tres blocs de categories diferents:
- Nivell local: Estar empadronat al poble i complir els requisits establerts pel poble.
- Nivell comarcal e intercomarcal: Tots els hereus i pubilles locals de la comarca s'hi poden presentar. Els fadrins i les dames queden exclosos.
- Nivell nacional: Tenir entre 16 i 23 anys, estar solter i ser hereu o pubilla vigent del poble o ser-ho d'altres anys però sense haver optat abans al títol.

### Tria de representants
- Nivell local: Depèn del mateix poble i els criteris que segueixin. Es pot triar els representants segons l'arrelament a la vila, la presència de les associacions, …

Podem presentar tres criteris diferents:
- Model 1: El candidat es presenta de manera lliure voluntàriament
- Model 2: El candidat es presenta per recomanació d'un membre actiu del pubillatge
- Model 3: El candidat es presenta a través d'una associació, aconseguint que el proposin

És d'obligat compliment passar per almenys una d'aquestes opcions:
- Realitzar examen oral i escrit
- Tenir una entrevista a l'ajuntament de la vila
- Ser escollit per votació popular

- Nivell comarcal (Maresme, La Selva, Alt Empordà, Segrià, Terra Alta, La Garrotxa) i intercomarcal (Catalunya Central)

Hi ha dos tipus de proves: 
- Escrit: Format per un examen amb diverses preguntes tipus test o de resposta ràpida i per una redacció.
- Oral: Format per la defensa de la redacció (on es llegeix el text escrit i es responen a possibles preguntes formulades pel jurat) i preguntes diverses sobre cultura i actualitat, motivacions personals, el pubillatge, el poble, la comarca, Catalunya, …

- Nivell nacional:

S'ha de passar per tres proves diferents:
- Escrit: De tipus test o de resposta ràpida amb preguntes de cultura i coneixement general
- Oral: Consisteix a parlar davant d'un tribunal durant 5 10 minuts responent preguntes sobre interessos propis i currículum, el pubillatge, Catalunya, ...
- Prova de comportament: Durant tot el certamen, des de l'examen que es porta a terme al matí fins l'endemà a la proclamació, incloent el sopar de gala de la nit.

Un cop escollits hauran de pronunciar discursos, assistir a proclamacions, comiats, fires i actes diversos, adquirir responsabilitat amb el càrrec que representen i finalment, quan acaba l'any de vigència del títol, donar pas als nous representants.

## Representants del Pubillatge Nacional dels darrers anys
| Any                     | Població amfitriona   | Catalunya                                                                             | Catalunya                                                                             | Barcelonines                                                                          | Barcelonines                                                                          | Gironines                                                                             | Gironines                                                                             | Tarragonines                                                                          | Tarragonines                                                                          | Lleidatanes                                                                           | Lleidatanes                                                                           |
| Any                     | Població amfitriona   | Pubilla                                                                               | Hereu                                                                                 | Pubilla                                                                               | Hereu                                                                                 | Pubilla                                                                               | Hereu                                                                                 | Pubilla                                                                               | Hereu                                                                                 | Pubilla                                                                               | Hereu                                                                                 |
| ----------------------- | --------------------- | ------------------------------------------------------------------------------------- | ------------------------------------------------------------------------------------- | ------------------------------------------------------------------------------------- | ------------------------------------------------------------------------------------- | ------------------------------------------------------------------------------------- | ------------------------------------------------------------------------------------- | ------------------------------------------------------------------------------------- | ------------------------------------------------------------------------------------- | ------------------------------------------------------------------------------------- | ------------------------------------------------------------------------------------- |
| 2022                    | Peralada, Alt Empordà | Gemma Gimenez                                                                         | Biel Fargas                                                                           | Aina Franco                                                                           | Pau Díaz                                                                              | Laura Banús                                                                           | Joan Gallach                                                                          | Sinead Serra                                                                          | Miquel Rodríguez                                                                      | Aina Ponté                                                                            | Marc Vilà                                                                             |
| 2021                    | Seva, Osona           | Marta Ferret                                                                          | Joan Grèbol                                                                           | Núria Roca                                                                            | Oriol de Antonio                                                                      | Susanna Ortega                                                                        | Gerard Badia                                                                          | Blanca Morales                                                                        | Andreu Musté                                                                          | Maria Ramonet                                                                         | Jordi Noria                                                                           |
| 2020                    | -                     | Els representants 2019 assumeixen el títol 2020 a causa de la pandèmia de la COVID-19 | Els representants 2019 assumeixen el títol 2020 a causa de la pandèmia de la COVID-19 | Els representants 2019 assumeixen el títol 2020 a causa de la pandèmia de la COVID-19 | Els representants 2019 assumeixen el títol 2020 a causa de la pandèmia de la COVID-19 | Els representants 2019 assumeixen el títol 2020 a causa de la pandèmia de la COVID-19 | Els representants 2019 assumeixen el títol 2020 a causa de la pandèmia de la COVID-19 | Els representants 2019 assumeixen el títol 2020 a causa de la pandèmia de la COVID-19 | Els representants 2019 assumeixen el títol 2020 a causa de la pandèmia de la COVID-19 | Els representants 2019 assumeixen el títol 2020 a causa de la pandèmia de la COVID-19 | Els representants 2019 assumeixen el títol 2020 a causa de la pandèmia de la COVID-19 |
| 2019                    | Solsona, Solsonès     | Ona Almirall                                                                          | Borja Galbany                                                                         | Estel Calvo                                                                           | Roc Grandia                                                                           | Júlia Barceló                                                                         | Arnau Vilaplana                                                                       | Roser Solé                                                                            | Aitor Domènech                                                                        | Laura Daurell                                                                         | Felipe Martínez                                                                       |
| 2018                    | Gironella, Berguedà   | Laura Algué                                                                           | Albert Colell                                                                         | Laia Medalla                                                                          | Bernat Bernabeu                                                                       | Neus Codina                                                                           | Jaume Murciano                                                                        | Júlia Pallarès                                                                        | Marc Serra                                                                            | Aina Espasa                                                                           | Gerard Masnou                                                                         |
| 2017                    | Santa Pau, Garrotxa   | Anna Montraveta                                                                       | Èric Parcerisa                                                                        | Mireia Roca                                                                           | Oriol Riba                                                                            | Kàtia Vilalta                                                                         | Àlex Pérez                                                                            | Mariona Martí                                                                         | Albert Puig                                                                           | Paula Escuer                                                                          | Arnau Ribot                                                                           |
| 2016                    | Puig-reig, Berguedà   | Dària Ferré                                                                           | Adrià Malagón                                                                         | Maria Lluís                                                                           | Josep Pla                                                                             | Laia Mercader                                                                         | Ramon Labró                                                                           | Olga Rodríguez                                                                        | Ferran Marsal                                                                         | Clara Torrelles                                                                       | Roderic Gascon                                                                        |
| 2015                    | Cubelles, Garraf      | Marta Serran                                                                          | Josep Van Gorkom                                                                      | Alba Nonell                                                                           | Daniel Raya                                                                           | Xènia Berrio                                                                          | Ferran Capalera                                                                       | Paula Uguet                                                                           | Àlex Collado                                                                          | Anna Segués                                                                           | Brian Curcó                                                                           |
| Font: Registre històric |                       |                                                                                       |                                                                                       |                                                                                       |                                                                                       |                                                                                       |                                                                                       |                                                                                       |                                                                                       |                                                                                       |                                                                                       |

## Pubillatge i pandèmia (COVID-19)
L'any 2020, a causa de la pandèmia de la COVID-19, Foment de les Tradicions Catalanes anunciava que el Certamen Nacional quedava posposat un any, suspenent-ne l'edició del 2020 i allargant, per primera vegada en tota la història del pubillatge, la vigència dels Títols Nacionals 2019 durant un any. Alhora, demanava a les localitats i a les responsables dels diversos pubillatges d'arreu de Catalunya, de "congelar" el pubillatge durant un curs més, i d'aquesta manera, pràcticament la totalitat dels representants vigents van quedar automàticament renovats fins al 2021. El dia 1 de maig de 2021 es reprengué el pubillatge amb la proclamació de la Pubilla i l'Hereu de la comarca de la Selva.